# Central City, Nebraska
Central City är administrativ huvudort i Merrick County i Nebraska. Enligt 2020 års folkräkning hade Central City 3 039 invånare.

## Kända personer från Central City
- Wright Morris, författare